# Udea punctiferalis
Udea punctiferalis is een vlinder uit de familie van de grasmotten (Crambidae), uit de onderfamilie van de Spilomelinae. De wetenschappelijke naam van deze soort is voor het eerst voorgesteld als Pionea punctiferalis door Richard South in een publicatie uit 1901.
De soort komt voor in China (Sichuan).